# Jim Steinman
James Richard „Jim“ Steinman (* 1. November 1947 in New York City; † 19. April 2021 in Danbury, Connecticut) war ein US-amerikanischer Rock- und Musical-Komponist und Musikproduzent. Er schrieb unter anderem einen Großteil der Songs für Meat Loaf wie seinen erfolgreichsten Song I’d Do Anything for Love (But I Won’t Do That) sowie Bonnie Tylers Total Eclipse of the Heart und mehrere Musicals.

## Tätigkeit als Songwriter und Produzent
Steinman komponierte die Musik zum Musical Tanz der Vampire (1997) und verfasste das Libretto zu Andrew Lloyd Webbers Musical Whistle Down the Wind (1996). Die Songs, die er für Bonnie Tyler schrieb, brachen mit ihrem vorherigen Country-Image. Er schrieb auch die beiden Songs, die unter dem Gruppennamen Fire Inc. für den Soundtrack zum Film Straßen in Flammen (1984) aufgenommen wurden. Interpreten seiner Songs waren unter anderem noch Billy Squier und Céline Dion.
Seine Songs sind dafür bekannt, dass sie von vielen Künstlern über Generationen hinweg interpretiert werden. So stammt der Song It’s All Coming Back to Me Now ursprünglich von dem Album Original Sin der Frauengruppe Pandora’s Box aus dem Jahre 1989. Sieben Jahre später wurde das Lied von Céline Dion gesungen, ehe es dann wiederum auf dem Album Bat Out of Hell III: The Monster Is Loose aus dem Jahr 2006 als Duett von Meat Loaf und Marion Raven interpretiert wurde. Weitere Beispiele: Left in the Dark wurde von Jim Steinman selbst, Meat Loaf und Barbra Streisand gesungen; der Meat-Loaf-Titel Read ’Em and Weep (1981) wurde zwei Jahre später ein Nummer-eins-Hit in den US-amerikanischen Adult-Contemporary-Charts für Barry Manilow.
Er prägte den Wagnerian Rock, wie er seinen Musikstil in Anlehnung an Richard Wagner selbst nannte. Seine bekanntesten Songs sind Meat Loafs Bat Out of Hell, I’d Do Anything for Love (But I Won’t Do That) und Bonnie Tylers Total Eclipse of the Heart. Steinman starb im April 2021 im Alter von 73 Jahren.

## Diskografie

### Alben
| Jahr                        | Titel                              | Interpret     |
| --------------------------- | ---------------------------------- | ------------- |
| als Solo-Künstler           |                                    |               |
| 1981                        | Bad for Good                       | Jim Steinman  |
| als Produzent               |                                    |               |
| 1983                        | Faster Than the Speed of Night     | Bonnie Tyler  |
| 1984                        | Signs of Life                      | Billy Squier  |
| 1986                        | Secret Dreams and Forbidden Fire   | Bonnie Tyler  |
| 1995                        | Twister                            | Watershed     |
| als Komponist               |                                    |               |
| 1977                        | Bat Out of Hell                    | Meat Loaf     |
| 1981                        | Dead Ringer                        | Meat Loaf     |
| 2016                        | Braver Than We Are                 | Meat Loaf     |
| als Komponist und Produzent |                                    |               |
| 1989                        | Original Sin                       | Pandora’s Box |
| 1993                        | Bat Out of Hell II: Back into Hell | Meat Loaf     |
| als Songwriter              |                                    |               |
| 1996                        | Whistle Down the Wind              |               |

### Lieder
| Jahr          | Title                                               | Interpret                  | Album                                                        |
| ------------- | --------------------------------------------------- | -------------------------- | ------------------------------------------------------------ |
| als Komponist |                                                     |                            |                                                              |
| 1973          | Happy Ending                                        | Yvonne Elliman             | Food of Love                                                 |
| 1983          | Read ’Em and Weep                                   | Barry Manilow/Meat Loaf    | Greatest Hits, Vol. II & Dead Ringer                         |
| 1983          | Making Love Out of Nothing at All                   | Air Supply                 | Making Love … The Very Best of Air Supply                    |
| 1983          | Faster Than the Speed of Night                      | Bonnie Tyler               | Faster Than the Speed of Night                               |
| 1983          | Total Eclipse of the Heart                          | Bonnie Tyler               | Faster Than the Speed of Night                               |
| 1984          | Nowhere Fast                                        | Fire Inc.                  | Streets of Fire                                              |
| 1984          | Tonight Is What It Means to Be Young                | Fire Inc.                  | Streets of Fire                                              |
| 1984          | Left in the Dark                                    | Barbra Streisand           | Emotion                                                      |
| 1985          | Nowhere Fast                                        | Meat Loaf                  | Bad Attitude                                                 |
| 1985          | Hulk Hogan’s Theme                                  | World Wrestling Federation | The Wrestling Album                                          |
| 1986          | Loving You’s a Dirty Job but Somebody’s Gotta Do It | Bonnie Tyler               | Secret Dreams and Forbidden Fire                             |
| 1986          | Rebel Without a Clue                                | Bonnie Tyler               | Secret Dreams and Forbidden Fire                             |
| 1986          | Holding Out for a Hero                              | Bonnie Tyler               | Secret Dreams and Forbidden Fire                             |
| 1986          | Ravishing                                           | Bonnie Tyler               | Secret Dreams and Forbidden Fire                             |
| 1990          | More                                                | The Sisters of Mercy       | Vision Thing                                                 |
| 1990          | Making Love Out of Nothing at All                   | Bonnie Tyler               | Free Spirit                                                  |
| 1990          | Two Out of Three Ain’t Bad                          | Bonnie Tyler               | Free Spirit                                                  |
| 1996          | It’s All Coming Back to Me Now                      | Céline Dion                | Falling into You                                             |
| 1998          | Splackavellie                                       | Pressha                    | The Players Club (Soundtrack)                                |
| 2002          | Is Nothing Sacred                                   | Russell Watson             | Encore                                                       |
| 2005          | A Kiss Is a Terrible Thing to Waste                 | The Everly Brothers        | On the Wings of a Nightingale: The Mercury Studio Recordings |
| 2006          | It’s All Coming Back to Me Now                      | Meat Loaf                  | Bat Out of Hell III: The Monster Is Loose                    |
| 2006          | Bad for Good                                        | Meat Loaf                  | Bat Out of Hell III: The Monster Is Loose                    |
| 2006          | In the Land of the Pig, the Butcher Is King         | Meat Loaf                  | Bat Out of Hell III: The Monster Is Loose                    |
| 2006          | If It Ain’t Broke, Break It                         | Meat Loaf                  | Bat Out of Hell III: The Monster Is Loose                    |
| 2006          | Seize the Night                                     | Meat Loaf                  | Bat Out of Hell III: The Monster Is Loose                    |
| 2006          | The Future Ain’t What It Used to Be                 | Meat Loaf                  | Bat Out of Hell III: The Monster Is Loose                    |
| 2006          | Cry to Heaven                                       | Meat Loaf                  | Bat Out of Hell III: The Monster Is Loose                    |
| als Produzent |                                                     |                            |                                                              |
| 1986          | Love Can Make You Cry                               |                            | Iron Eagle                                                   |
| 1987          | This Corrosion                                      | The Sisters of Mercy       | Floodland                                                    |
| 1987          | Dominion/Mother Russia                              | The Sisters of Mercy       | Floodland                                                    |
| 1992          | Bring Me the Head of Jerry Garcia                   | Iron Prostate              |                                                              |
| 1995          | Never Forget                                        | Take That                  | Nobody Else                                                  |
| 1996          | No Matter What                                      | Boyzone                    | Where We Belong                                              |
| 1996          | Call the Man                                        | Celine Dion                | Falling into You                                             |
| 1996          | River Deep, Mountain High                           | Celine Dion                | Falling into You                                             |
| 1997          | Us                                                  | Celine Dion                | Let’s Talk About Love                                        |
| 1997          | In the Dark of the Night                            |                            | Anastasia                                                    |
| 1997          | I Want to Spend My Lifetime Loving You              |                            | Die Maske des Zorro                                          |
| 2002          | Vittoria!                                           | Opera Babes                | Beyond Imagination                                           |

## Belege
1. 1 2  Chartquellen: DE UK US
2. ↑  The Billboard Albums von Joel Whitburn, 6th Edition, Record Research 2006, ISBN 0-89820-166-7.
3. ↑  Auszeichnungen für Musikverkäufe: UK
4. ↑  Jim Steinman ist tot. In: Spiegel.de. 21. April 2021, abgerufen am 21. April 2021.

| Personendaten    | Personendaten                                  |
| ---------------- | ---------------------------------------------- |
| NAME             | Steinman, Jim                                  |
| ALTERNATIVNAMEN  | Steinman, James Richard                        |
| KURZBESCHREIBUNG | US-amerikanischer Komponist und Musikproduzent |
| GEBURTSDATUM     | 1. November 1947                               |
| GEBURTSORT       | New York                                       |
| STERBEDATUM      | 19. April 2021                                 |
| STERBEORT        | Danbury, Connecticut                           |